# ゼカリヤ (預言者)

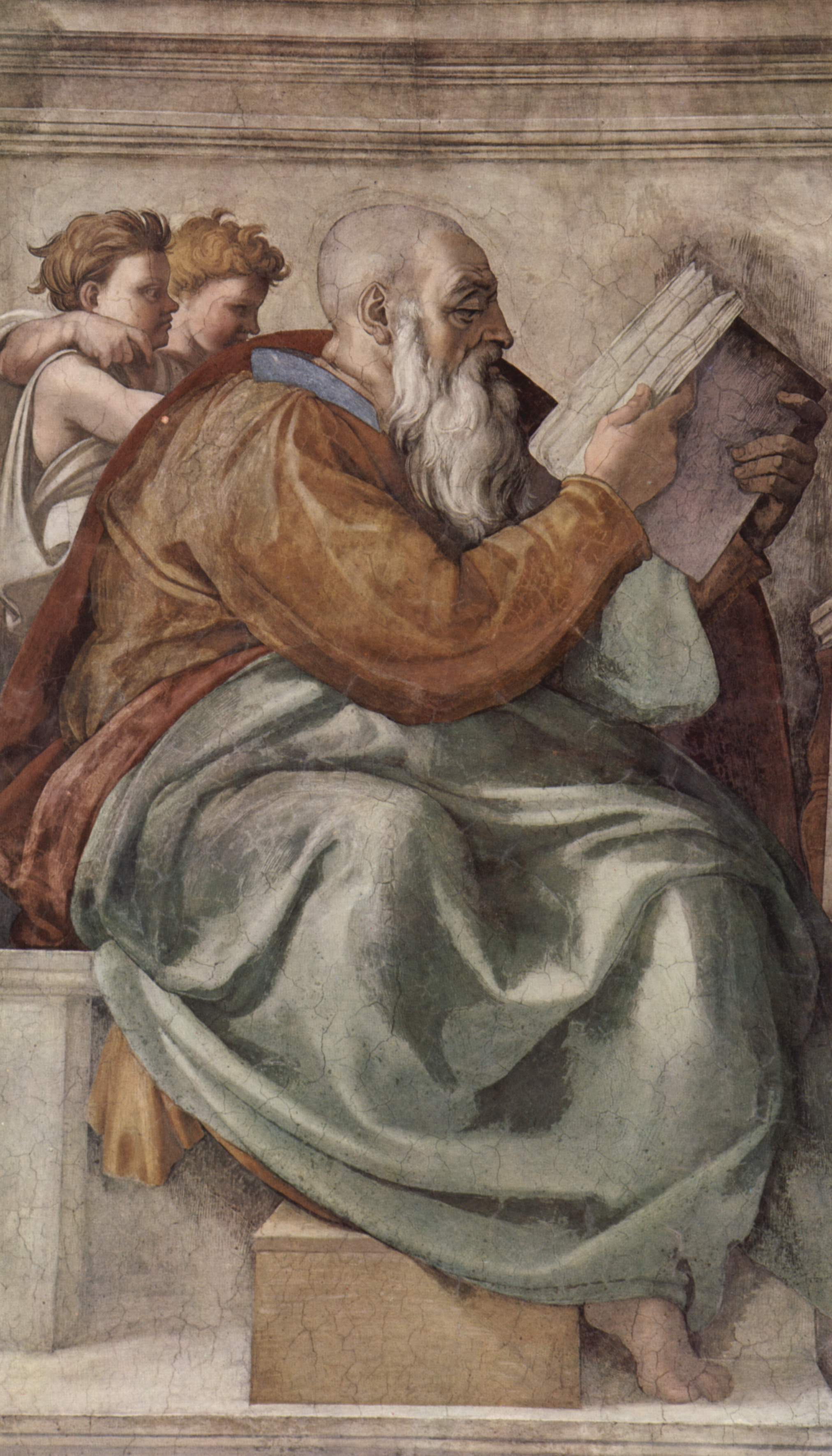
ミケランジェロ・ブオナローティの『預言者ゼカリヤ』。システィーナ礼拝堂。

ゼカリヤ（ヘブライ語: זְכַרְיָה Zəḵaryāh）は、紀元前6世紀後半ごろのユダヤ人の預言者。旧約聖書に登場する人物。

## ゼカリヤ書によるゼカリヤの生涯
旧約聖書の『ゼカリヤ書』によると、イドの子ベレクヤの子となっているが、エズラ記にはイドの子と書かれており、これはエズラ記の著者が一世代を省略し、「…の子」という言葉を孫の意味で用いたとする説がある。
父のベレクヤについての記述は見つからないが、祖父のイドは、バビロン捕囚から最初に帰還したゼルバベルに随伴してきた祭司とレビ人のリストに、その名が見られる 。また、ヨキアムの時代には祭司であり、イド族の長としてゼカリヤの名前が出て来る。
ゼカリヤという名前は旧約聖書に31人登場すると言われるが、このイド族の長であるゼカリヤと、預言者であるゼカリヤは同一人物であろうとされている。

### 神殿再建を励ます
エルサレムでゼルバベルらは神殿再建に取り組むが、一旦は妨害に逢い中断させられる。しかしハガイが励まし、再び神殿再建に向けて立ち上がる。ゼカリヤはそのころ青年であったと思われるが、ハガイを支持し、ともに神殿完成に向けて民を励ましたとされる。
「さて預言者ハガイおよびイドの子ゼカリヤのふたりの預言者は、ユダとエルサレムにいるユダヤ人に向かって、彼らの上にいますイスラエルの神の名によって預言した。そこでシャルテルの子ゼルバベルおよびヨザダクの子エシュアは立ちあがって、エルサレムにある神の宮を建て始めた。神の預言者たちも、彼らと共にいて彼らを助けた。」（エズラ記 : 5 : 1 - 2 )
「そしてユダヤ人の長老たちは、預言者ハガイおよびイドの子ゼカリヤの預言によって建て、これをなし遂げた。彼らはイスラエルの神の命令により、またクロス、ダリヨスおよびペルシャ王アルタシャスタの命によって、これを建て終った。」（エズラ記 : 6 : 14 )